# Patrick Juvet
Pour les articles homonymes, voir Juvet.
Patrick Juvet est un chanteur-auteur-compositeur suisse, né le 21 août 1950 à Montreux (Suisse) et mort le 1er avril 2021 à Barcelone (Espagne).
Brièvement mannequin, il connaît le succès en tant que chanteur dans les années 1970 avec des titres de variété française puis de disco, dont Où sont les femmes ? (1977) ou encore I Love America (1978) qui parvient à se classer dans plusieurs pays européens.

## Biographie

### Jeunesse et formation
Patrick Juvet naît le 21 août 1950 à Montreux et grandit à La Tour-de-Peilz, dans le canton de Vaud en Suisse,. La famille Juvet est une famille suisse qui a pour lieu d'origine la commune neuchâteloise de Fleurier, au Val-de-Travers, et à laquelle appartient l'éminent horloger suisse Edouard Juvet (1820-1883), établi à Fleurier en 1844,. Son père Robert Juvet possédait un commerce de radio et télévision, ce qui permettra à Patrick, alors adolescent, de découvrir tous les disques américains. Sa mère, Janine Juvet, née Féty, est une élue et une parlementaire d'origine française et naturalisée suisse. Avec elle, il a une relation fusionnelle jusqu'à sa mort, le 17 décembre 2017, à l'âge de 89 ans. Adolescente, sa mère a connu Paris sous l'occupation allemande et a perdu un frère au champ de bataille pendant la Seconde Guerre mondiale. En Suisse, elle a fait de la politique, comme députée du Grand Conseil du canton de Vaud de 1982 jusqu'en 1989 où elle démissionne, mais aussi comme conseillère communale de La Tour-de-Peilz de 1966 à 1985 et présidente en 1981 avec les radicaux, avant d’entrer à la Croix-Rouge suisse. Patrick a un frère et une sœur,.
Il entre au conservatoire de Lausanne dès l'âge de 6 ans, dans la classe de piano où il obtient un premier prix. Il poursuit ses études à l'école des arts décoratifs jusqu'à 17 ans, lorsqu'on lui propose de remplacer un mannequin pour une agence en Allemagne à Düsseldorf. À 18 ans, il est remarqué par une agence allemande de mannequins pour qui il travaille pendant deux ans. Auparavant il était musicien de jazz au piano et avait joué dans un groupe.
En décembre 1968, il participe à un concours local La Grande Chance en Suisse, où paraît un article sur les candidats dans le Journal local d'Yverdon. Le journaliste donne cette appréciation « le niveau général était à vrai dire assez moyen. Pourtant quelques-uns ressortait du lot. Patrick Juvet de la Tour-de-Peilz a présenté une chanson de sa composition en s'accompagnant au piano. Si la mélodie est très « accrocheuse », les paroles paraissent un peu trop faciles, dommage ».

### Carrière

#### Début
En 1971, Patrick Juvet quitte son emploi et part rejoindre Pascal Maignant, son compagnon et futur agent, à Paris où il persuade l'attachée de presse Florence Aboulker (1934-2002) de faire reconnaître son talent de compositeur. Elle le présente à Eddie Barclay qui produit cette même année Romantiques pas morts, son premier 45 tours, puis La Musica qui sort en mai 1972 et se vend à plus de 300 000 exemplaires. Patrick Juvet compose alors Le Lundi au soleil interprété par Claude François, qui est un immense succès. Avec entre autres Véronique Sanson et Alain Chamfort, il fait partie d'une nouvelle génération qui compose des chansons originales, contrairement aux yéyés qui proposaient surtout des adaptations et reprises de tubes américains et anglais.

#### Succès
Le 16 février 1973, lors d'une sélection nationale télévisée à Berne, Patrick Juvet est choisi, parmi dix candidats, pour représenter la Suisse au Concours Eurovision de la chanson avec le titre Je vais me marier, Marie qu'il a lui même composé sur un texte de Pierre Delanoë. Le 7 avril, au terme du Concours qui se déroule à Luxembourg, il termine à la 12e place sur les 17 pays participants. L'album Love, sorti la même année, est suivi de Rappelle-toi minette, l'un des titres emblématiques de Juvet[non neutre] : en effet, il se considère alors comme un « chanteur à minettes ». En décembre, il présente lors d'un Musicorama à l'Olympia un spectacle d'avant-garde inspiré par les stars et la mode glam rock anglo-saxonne. Dans un nuage de fumée, il chante maquillé à la Ziggy Stardust. Impressionné par la forte personnalité de son choriste Daniel Balavoine, il lui permet en 1974 de co-signer son nouvel album Chrysalide. Il contribue à lancer la carrière du chanteur, alors inconnu, en lui laissant interpréter la chanson Couleurs d'automne.
En 1975, il traduit et adapte Only Women Bleed d'Alice Cooper en J'ai peur de la nuit.

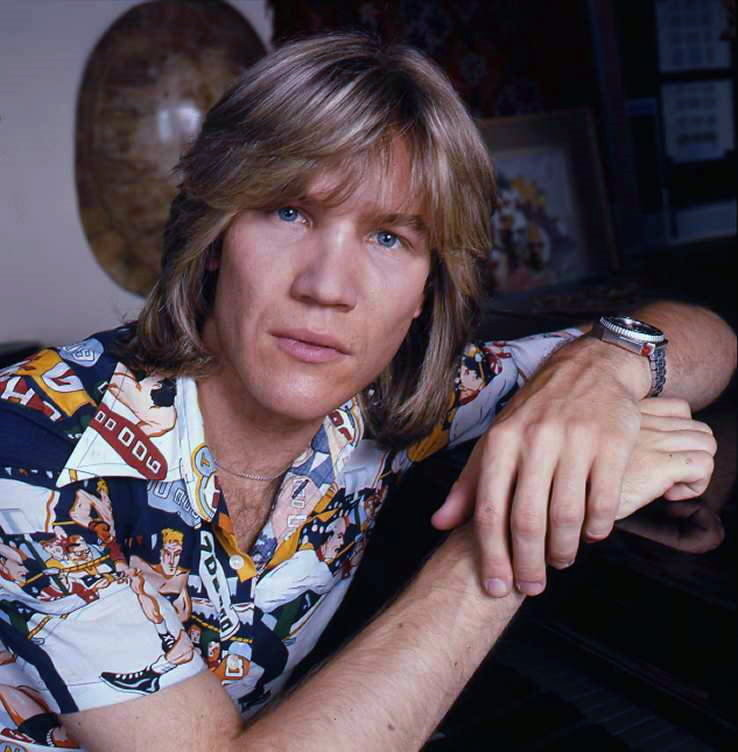
Patrick Juvet en 1976.

La même année, il rencontre un parolier, Jean-Michel Jarre, dont il a déjà enregistré quelques titres. De cette collaboration fructueuse naissent 21 titres, dont Magic, Faut pas rêver et surtout Où sont les femmes? (classé no 6 en France) de l'album Paris by Night.
En 1978, il s'installe à Los Angeles. À New York, il rencontre les producteurs Henri Belolo et Jacques Morali. D'une conversation au Studio 54 naît une collaboration entre ces trois hommes pour trois albums sur le label Casablanca Records : c'est la naissance de I Love America (co-signé par Juvet, Morali et Victor Willis, leader des Village People). Le titre se classe dans plusieurs pays, notamment en France (no 10), au Royaume-Uni (no 12), en Espagne (no 29) et en Italie (no 10). L'année suivante, il publie l'album Lady Night, un autre album disco, et se produit à l'Olympia. Le réalisateur David Hamilton lui confie la réalisation de la bande originale de son film Laura, les ombres de l'été.

#### Déclin
Cependant, le début des années 1980 est marqué par une baisse de sa popularité. En effet, la sortie de l'album rock en anglais Still Alive (1980), puis celle de l’album Rêves immoraux (1982), ne rencontrent pas le succès escompté. Avec la baisse de ses ventes et de sa notoriété, Patrick Juvet entre en dépression et sombre dans la drogue et l'alcool,.
En 1981, il sélectionne la musique pour le film L'Amour des femmes de Michel Soutter. 

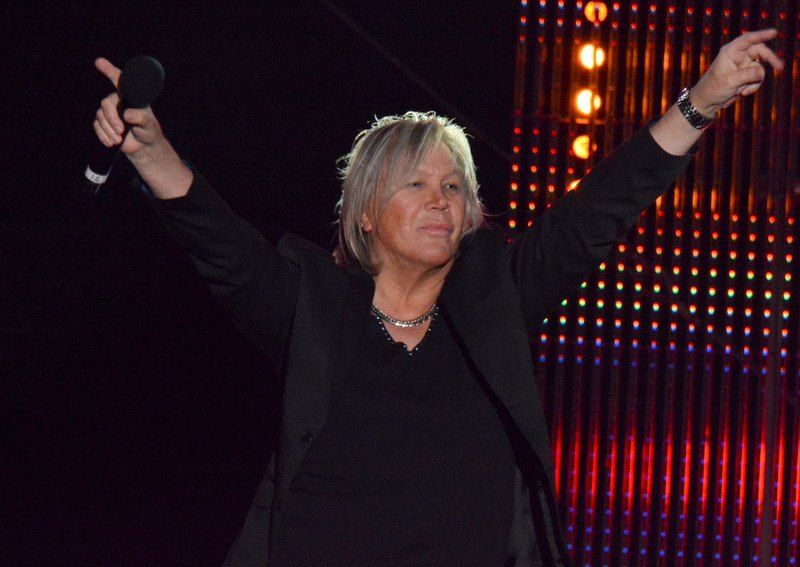
Patrick Juvet en 2013.

En 1991, paraît l'album Solitudes, avec la contribution et le soutien de Luc Plamondon, Marc Lavoine et Françoise Hardy. Gérard Louvin finance un clip et invite Patrick Juvet dans ses émissions télé, mais l'album ne parvient pas à se classer au Top Albums. Barclay réédite une compilation de ses principaux succès.
En 1993, il s'essaye à la techno avec Deep Dark Night et reprend une tournée en discothèque.
En 1995, alors qu'il prépare des remixes de ses succès, Universal met sur le marché une compilation plus étoffée que la précédente. Il participe à de nombreux galas et se produit dans des boîtes de nuit gay, ainsi qu'au Zénith lors de la soirée Disco multi artistes.
En 2002, il écrit Je rêve pour Hélène Ségara,.
En 2005, il publie ses mémoires Les Bleus au cœur, où il raconte son succès, son déclin et sa lutte contre ses addictions.
En 2008, il fait partie de la tournée d'Âge tendre, la tournée des idoles saison 3 pour 200 dates. En mai, une triple compilation, Ses 50 plus belles chansons, sort chez Universal. La même année, il est invité à la soirée inauguration du nouveau Palace.
Il participe à nouveau en 2009, 2011, 2014 et 2018 à la tournée Âge tendre et Têtes de bois.

### Vie privée

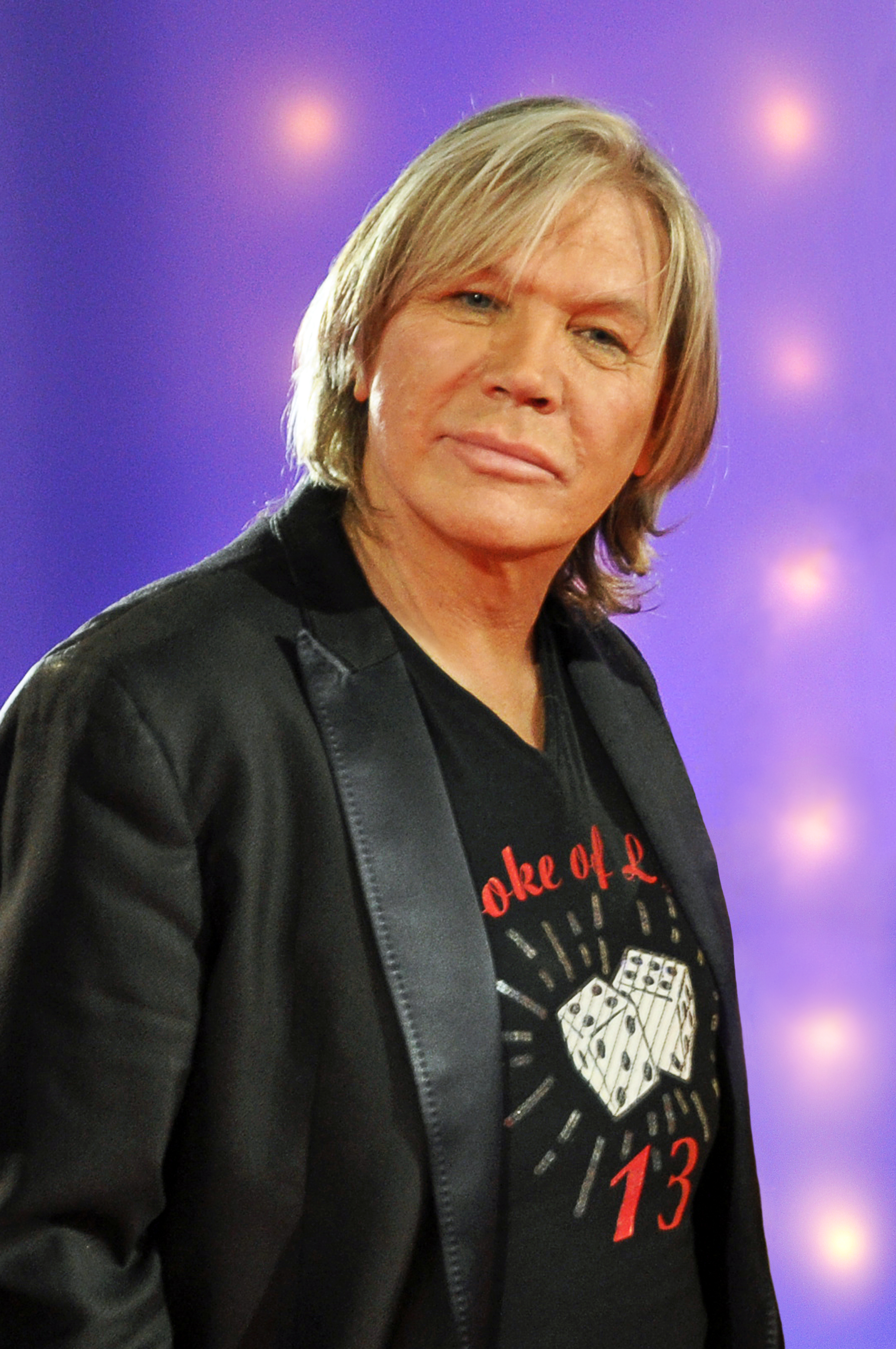
Patrick Juvet en 2010, lors de l'enregistrement de l'émission Vie privée, vie publique.

À la fin des années 1990, il vit en couple avec Pierre Palmade. Après leur rupture, l’humoriste considère que Patrick Juvet était devenu son « meilleur ami ». 
Il s'installe à Barcelone au début des années 2000,.
En 2010, dans l'émission Vie privée, vie publique, il confie que le grand amour de sa vie fut Florence Aboulker, dès l’instant où il l'a connue vers l'âge de 20 ans jusqu'en 2002, date de sa mort. Il ajoute qu'en plus de l'amour, c'était une amie et une sœur, et qu'il n'a jamais vécu cela avec une autre femme ou un homme,.
Patrick Juvet était bisexuel. En 2012, il indique dans une interview à ce sujet : « Je suis surpris que ce sujet reste un tabou. Depuis quarante ans, les mentalités n’ont pas évolué. »

### Mort
Le 1er avril 2021, son agent Yann Ydoux annonce à l'AFP la mort de Patrick Juvet, mais sans en préciser la date, indiquant qu'il a été retrouvé mort à son domicile de Barcelone en Espagne et que les causes de la mort ne sont pas directement connues : « Il y aura une autopsie, je l'avais eu au téléphone il y a trois jours, je l'avais trouvé bien,. » Selon sa volonté, il sera incinéré à la suite de ses obsèques.
Les résultats de l'autopsie ont conclu à une mort à la suite d'un arrêt cardiaque. Il a été incinéré à Barcelone et ses cendres rapatriées en Suisse.

## Publication
- [autobiographie] Les Bleus au cœur, Paris, Flammarion, coll. « Documents, témoignages et essais d’actualité », 2005, 272 p. (ISBN 9782080687579).

## Discographie

### Albums studio
- La Musica (1972)
- Love (1973)
- Chrysalide (1974)
- Mort ou vif (1976)
- Paris by Night (1977)
- I Love America (1978)
- Lady Night (1979)
- Laura, les ombres de l'été (BO du film homonyme de David Hamilton, 1979)
- Still Alive (1980)
- Rêves immoraux (1982)
- Solitudes (1991)

### Albums Live
- Patrick Juvet raconte son rêve : Olympia 73 (1974)
- Live Olympia 79 (double album, 1980)

### Singles
- Romantiques pas morts (1971)
- La Musica (1972)
- Au même endroit à la même heure (1972)
- Je vais me marier, Marie (1973)
- Sonia (1973)
- Toujours du cinéma (1973)
- La Chanson des enfants (1974)
- C'est beau la vie (1974)
- Love (1974)
- Rappelle-toi minette (1974)
- Regarde (1974)
- Il est trop tard pour faire l'amour (1975)
- Magic (1975)
- Faut pas rêver (1976)
- Où sont les femmes ? (1977)
- Megalomania (1977)
- Got a Feeling (1978)
- I Love America (1978)
- De plus en plus seul (1978)
- Lady Night (1979)
- Swiss Kiss (1979)
- Laura (1979)
- Sounds Like Rock'n Roll (1980)
- Sans amour (1981)
- Rêves immoraux (1982)
- Pas folle de moi (1982)
- Getting To the Heart of Me (1983)
- Je tombe amoureux (1984)
- Thinking With Your Body (1986)
- L'amour avec les yeux (1987)
- Rêve (1988)
- Solitudes (1991)
- Cruising Bar (1992)
- Deep Dark Night (1993)
- I Love America (remix 95) (1995)
- Rester cool (1998)
- Ça c'est Paris (2000)
- Don't Be Afraid (2010)

#### Classements des singles
| Année | Titre                               | Classement (Meilleure place) | Classement (Meilleure place) | Classement (Meilleure place) | Ventes France |
| Année | Titre                               | FR ,                         | BEL/Wa ,                     | CH/Ro                        | Ventes France |
| ----- | ----------------------------------- | ---------------------------- | ---------------------------- | ---------------------------- | ------------- |
| 1972  | La Musica                           | 4                            | 15                           | 1                            | 300 000       |
| 1972  | Au même endroit, à la même heure    | 11                           | 25                           | 1                            | 200 000       |
| 1973  | Je vais me marier, Marie            | 8                            | 19                           | —                            | 150 000       |
| 1973  | Sonia                               | 9                            | 14                           | —                            | 200 000       |
| 1973  | Toujours du cinéma                  | 7                            | 16                           | —                            | 200 000       |
| 1974  | Rappelle-toi Minette                | 8                            | 24                           | —                            | 200 000       |
| 1974  | Love                                | 25                           | 48                           | —                            | NC            |
| 1974  | Regarde                             | 26                           | 37                           | —                            | NC            |
| 1974  | Nama                                | 42                           | 43                           | —                            | NC            |
| 1975  | Il est trop tard pour faire l'amour | 40                           | 28                           | —                            | NC            |
| 1975  | Magic                               | 15                           | 13                           | —                            | 80 000        |
| 1976  | Faut pas rêver                      | 17                           | 21                           | —                            | NC            |
| 1977  | Où sont les femmes ?                | 6                            | 5                            | 2                            | 250 000       |
| 1977  | Megalomania                         | 48                           | —                            | —                            | NC            |
| 1978  | I Love America                      | 10                           | —                            | —                            | 200 000       |
| 1978  | De plus en plus seul                | 7                            | —                            | —                            | 200 000       |
| 1979  | Lady Night                          | 10                           | —                            | —                            | 200 000       |
| 1979  | Swiss Kiss                          | 17                           | —                            | —                            | 100 000       |
| 1980  | One Way Love                        | 42                           | —                            | —                            | NC            |
| 1980  | Sounds Like Rock'n'Roll             | 44                           | —                            | —                            | NC            |
| 1981  | Sans amour                          | 52                           | —                            | —                            | NC            |
| 1982  | Rêves immoraux                      | 42                           | —                            | —                            | 65 000        |
| 1983  | Getting to the heart of me          | 75                           | —                            | —                            | NC            |
| 2000  | Ça c'est Paris                      | 98                           | —                            | —                            | NC            |

### Documentation
- [vidéo] Patrick Juvet en 1978, dans l'intimité de son chalet (Télévision suisse romande).